# New Mexico Bowl 2020
Match précédent Match suivant
Le New Mexico Bowl 2020 est un match de football américain de niveau universitaire joué après la saison régulière 2020 en date du 24 décembre 2020. 
Il s'agit de la 15e édition du New Mexico Bowl lequel ne se jouera pas comme précédemment au Dreamstyle Stadium d' Albuquerque dans l'État du Nouveau-Mexique à la suite de la pandémie de Covid-19. Le 24 novembre 2020, ESPN Events annonce que le bowl se jouera au Toyota Stadium de Frisco dans l'État du Texas aux États-Unis.
Le match met en présence l'équipe des Rainbow Warriors d'Hawaï issue de la Mountain West Conference et l'équipe des Cougars de Houston issue de la American Athletic Conference.
Il débute à 13 h 30 locales et est retransmis à la télévision par ESPN.
Hawaï gagne le match sur le score de 28 à 14.

## Présentation du match
| Équipes                                                       | Conférences | Entraîneurs         | Stats. saison rég. | Classements avant le bowl | Classements avant le bowl | Classements avant le bowl |
| ------------------------------------------------------------- | ----------- | ------------------- | ------------------ | ------------------------- | ------------------------- | ------------------------- |
| Équipes                                                       | Conférences | Entraîneurs         | Stats. saison rég. | CFP                       | AP                        | Coaches                   |
| Rainbow Warriors d'Hawaï                                      | MWC         | Todd Graham (en)    | 4 - 4              | NC                        | NC                        | NC                        |
| Cougars de Houston                                            | AAC         | Dana Holgorsen (en) | 3 - 4              | NC                        | NC                        | NC                        |
| - Équipe donnée favorite par les bookmakers : Houston par 10½ |             |                     |                    |                           |                           |                           |

Il s'agit de la 2e rencontre entre ces deux équipes :
| Saison | Date             | Vainqueur | Score   | Perdant | Compétition |
| ------ | ---------------- | --------- | ------- | ------- | ----------- |
| 2003   | 25 décembre 2003 | HawaI     | 54 - 48 | Houston | Hawaii Bowl |

### Rainbow Warriors d'Hawaï
Il s'agit de leur première apparition au New Mexico Bowl.
Avec un bilan global en saison régulière de 4 victoires et 4 défaites, Hawaï est éligible et accepte l'invitation pour participer au New Mexico Bowl de 2020.
Ils terminent 5e de la Mountain West Conference derrière no 24 San Jose State, Boise State, Nevada et San Diego State.
À l'issue de la saison 2020, ils n'apparaissent pas dans les classements CFP, AP et Coaches.
| Postes      | Joueurs              | Statistiques                                                                                              |
| ----------- | -------------------- | --- |
| Quarterback | Chevan Cordeiro (en) | 180/290 passes réussies pour 1 947 yards, 11 TDs, 6 interceptions, 26 sacks subis, évaluation QB de 126,8 |
| Coureur     | Chevan Cordeiro (en) | 108 courses pour 450 yards nets gagnés et 7 TDs                                                           |
| Receveur    | Calvin Turner        | 29 réceptions pour 458 yards et 5 TDs                                                                     |

### Cougars de Houston
Il s'agit de leur première apparition au New Mexico Bowl.
Malgré un bilan global en saison régulière de 3 victoires et 4 défaites (3-3 en match de conférence), Houston accepte l'invitation pour participer au New Mexico Bowl de 2020.
Ils terminent 6e de l'American Athletic Conference derrière no 9 Cincinnati, no 23 Tulsa, Memphis, UCF et SMU.
À l'issue de la saison 2020, ils n'apparaissent pas dans les classements CFP, AP et Coaches.
| Postes      | Joueurs      | Statistiques                                                                                              |
| ----------- | ------------ | --- |
| Quarterback | Clayton Tune | 150/247 passes réussies pour 1 832 yards, 13 TDs, 7 interceptions, 13 sacks subis, évaluation QB de 134,7 |
| Coureur     | Kyle Porter  | 96 courses pour 394 yards nets gagnés (moy. 4,1/c) et 4 TDs                                               |
| Receveur    | Keith Corbin | 27 réceptions pour 352 yards et 1 TDs                                                                     |